# Corydoras acutus
Espèce
Corydoras acutus est une espèce de poissons-chats de la famille des Callichthyidae. Il vit en eau douce au Pérou et au Brésil. 

## Description
Corydoras acutus mesure entre cinq et sept centimètres et présente une robe variable selon sa provenance géographique.

## Corydoras acutuset l'Homme
Corydoras acutus est un animal proposé dans les magasins d'aquariophilie.

## Étymologie
Son épithète spécifique, du latin acutus, « pointu », fait référence à la forme de son museau.